# Pi Aquilae
Pi Aquilae (π Aqulilae, förkortat Pi Aql, π Aql) är en dubbelstjärna belägen i den mellersta delen av stjärnbilden Örnen. Den har en kombinerad skenbar magnitud på 5,85 och är svagt synlig för blotta ögat där ljusföroreningar ej förekommer. Baserat på parallaxmätning inom Hipparcosuppdraget på ca 6,3 mas, beräknas den befinna sig på ett avstånd på ca 510 ljusår (ca 160 parsek) från solen.

## Egenskaper
Primärstjärnan Pi Aquilae A är en gul till vit jättestjärna av spektralklass G8 III. Den har en radie som är ca 9 gånger större än solens och utsänder från dess fotosfär ca 108 gånger mera energi än solen vid en effektiv temperatur av ca 6 100 K.
Följeslagaren Pi Aquilae B är en stjärna i huvudserien av spektralklass A1 V separerad med 1,437 bågsekunder från primärstjärnan. Den är något svagare med en skenbar magnitud av 6,75.